# Petrorossia flavicans
Petrorossia flavicans är en tvåvingeart som beskrevs av Wray Merrill Bowden 1964. Petrorossia flavicans ingår i släktet Petrorossia och familjen svävflugor. Inga underarter finns listade i Catalogue of Life.